# 犬子ひょうたん祭

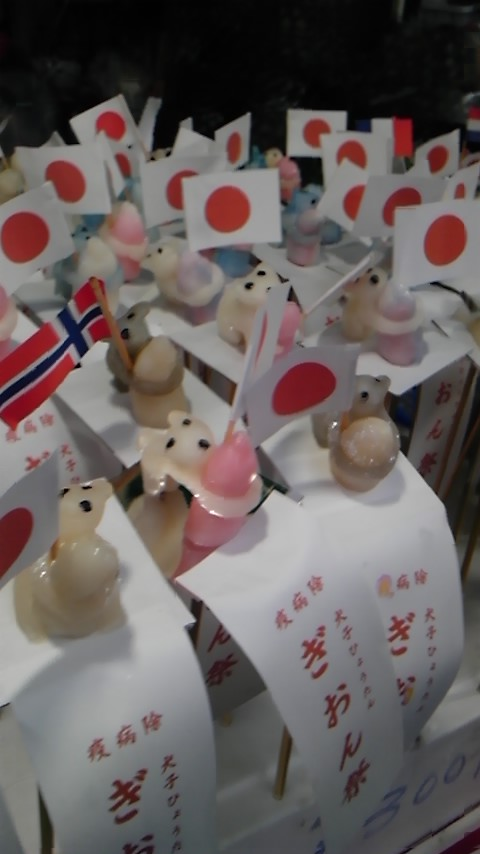
犬子ひょうたん

犬子ひょうたん祭（いんごひょうたんまつり）は、熊本県山鹿市に鎮座する八坂神社（大宮神社境内社）の祭事。正式名は「祇園祭」。
毎年6月15日、ひょうたんを抱えた子犬を模して作られた新粉細工（しんこざいく）のお守り「犬子ひょうたん」が授与され、無病息災を願う多くの参詣者が厄除けとして買い求める。
また、山鹿では古来この祭礼の日を「初かたびら」と言い、この日から浴衣を着始める習慣がある。

## 祭の由来
祭礼の名は、疫病退散に効験のあった子犬（神の使いとされる）の伝承に由来する。この伝承は、京都の祇園社（八坂神社）の神霊を山鹿の阿蘇品家に勧請した際にそばについてきた子犬をかたどってつくったという説と、同家で祀っていた祇園社を大宮神社へ勧請した時、神輿の後に子犬がついてきて離れず、神社についたらいつの間にか姿が消えていたのに因んでつくるようになったという説とがある。

## スケジュール

### 紙芝居
犬子ひょうたん祭の由来についての紙芝居が上演される。大宮神社の境内で、オリジナルの紙芝居を作られている｢ひょうたん会｣のメンバーによって行われる。

### 神楽
大宮神社の境内で、中村に在住している男性によって行われる。回数は年によって異なるが、奇数回行われる。